# Марія Грація Кучінотта
Марія Грація Кучінотта (італ. Maria Grazia Cucinotta; *27 липня 1968, Мессіна, Сицилія, Італія) — італійська акторка, сценаристка, продюсерка, режисерка та колишня модель.

## Біографія
Марія Кучінотта народилася 27 липня 1968 року в Мессіні, Італія. 
Спочатку працювала моделлю. Посіла третє місце на конкурсі краси «Міс Італія» (1987). 
Як акторка дебютровала у фільмі «Різдвяні канікули / Vacanze di Natale '90» (Арабелла, 1990). Популярність принесли ролі Беатріс Руссо в картині Майкла Редфорда «Листоноша / Il Postino» (1994) і Джульєтти у фільмі про Джеймса Бонда «І цілого світу мало» (1999). Знімалася в Голлівуді. 
Одружилася з підприємцем Джуліо Віолаті, має доньку Джулію.

## Фільмографія
- 1990: Viaggio d'amore
- 1990: Vacanze di Natale '90
- 1993: Abbronzatissimi 2 — Un anno dopo
- 1993: Cominciò tutto per caso
- 1993: Alto rischio
- 1994: Il postino
- 1995: Il giorno della bestia
- 1995: I laureati
- 1996: Il sindaco
- 1996: Italiani
- 1997: Il decisionista
- 1997: Camere da letto
- 1997: A Brooklyn state of mind
- 1998: La seconda moglie
- 1998: Ballad of the Nightingale
- 1999: І цілого світу замало (The World Is Not Enough)
- 2000: Ho solo fatto a pezzi mia moglie
- 2000: Just One Night
- 2000: Maria Maddalena
- 2001: Stregati dalla luna
- 2003: Mariti in affitto
- 2003: Ваніль і шоколад/Vaniglia e cioccolato
- 2003: Miracolo a Palermo!
- 2005: All the Invisible Children
- 2007: Sweet Sweet Marja
- 2007: Last Minute Marocco
- 2008: Io non ci casco
- 2008: Black flowers
- 2008: Прекрасне товариство/ La bella società
- 2008: Viola di mare
- 2009: L'imbroglio nel lenzuolo
- 2010: Un giorno della vita
- 2010: Il Bene dal Male
- 2010: The Museum of Wonders
- 2011: Трансгресія
- 2011: Обряд
- 2012: Teresa Manganiello. Sui passi dell'amore
- 2012: La tana del bianconiglio
- 2013: C'è sempre un perché
- 2014: Il gioco del destino
- 2014: Maldamore
- 2014: La moglie del sarto